# Марек Савицки
Вижте пояснителната страница за други личности с името Савицки.
Ма̀рек Ва̀цлав Савѝцки (на полски: Marek Wacław Sawicki; роден на 8 април 1958 г. в Савице-Двур) е полски министър на земеделието.